# Big City Blues (1997)
Big City Blues (frei übersetzt Großstadtblues) ist eine US-amerikanische Filmkomödie von Clive Fleury aus dem Jahr 1997. Burt Reynolds und William Forsythe verkörpern in den Hauptrollen des Films die Berufskiller Connor und Hudscon. Das deutsche Filmplakat titelte seinerzeit „Killer haben keinen Feierabend… Pulp Fiction meets True Romance meets From Dusk Till Dawn… Schräg… Schrill… Explosiv“.

## Handlung
Connor und Hudson sind Berufskiller in einem Drecksloch und Albtraum von einer Stadt, sie sind für ihren als Engländer bezeichneten Auftraggeber in den Vororten von Miami unterwegs. Connor ist dafür bekannt, dass er sich gern alte Filme ansieht, was sein Partner Hudson nicht nachvollziehen kann. Die Männer machen die Bekanntschaft der Prostituierten Angela, die von einer Karriere als Fotomodell träumt und nach ihrer Doppelgängerin sucht. Außerdem stoßen sie auf die beiden Transvestiten Babs und Georgie. Georgie denkt darüber nach, sich einer Geschlechtsumwandlung zu unterziehen. Nachdem Angela irrtümlich ein Fax von einem Gangster erhalten hat, lautet Connor und Hudscon Auftrag, die junge Frau zu töten.
Nachdem es zu vielen Missgeschicken und einem möglichen Verrat ihres Bosses gekommen ist, treffen sich alle Beteiligten in einer verlassenen Villa einer Frau, die in Drogengeschäfte verwickelt ist. Dort im Untergrund sind verrückte Sadisten, eine Teufelsanbetungssekte, psychotische Ärzte und doppelzüngige Transvestiten zu Hause. Auch treffen sie auf eine seltsame Prostituierte, die glaubt, da draußen in der Stadt warte irgendwo ihre Doppelgängerin auf sie, die das anständige Leben führt, nach dem sie sich so sehnt. Connor erklärt den anderen, dass das Leben nichts weiter sei als ein himmliches Roulette. 
Als Connor und Hudson bei ihrem gefährlichen Job die Prostituierte und das zufällig anwesende Schwulenpärchen Georgie und Babs in die Quere kommen, bröckelt die eiskalte Fassade der Profikiller. Sie zeigen Nerven, was dazu führt, dass die Aktion völlig außer Kontrolle gerät und ein Ende nimmt, das beide Killer nicht überleben.

## Produktion

### Dreharbeiten
Der von Laguna Entertainment produzierte Film wurde in Miami gedreht. Nate Hill schrieb in ihrer Kritik, dass man nie vermuten würde, dass der Film in Miami gedreht worden sei. Kein anderer Film habe es geschafft, diese bunte Stadt so trist und heruntergekommen aussehen zu lassen wie dieser.

### Soundtrack
- Cold Lonesome Mind, geschrieben und performt von Wayne Hancock
- Quicksand, geschrieben von Chip und Tony Kinman, performt von Blackbird
- Brandenburgische Konzerte, geschrieben von Johann Sebastian Bach, gespielt vom Elektra Ensemble
- The Wind Touches Your Shoulder, geschrieben von Steven Wilson, performt von Porcupine Tree
- He’s Coming Back to Break My Heart Again, geschrieben und performt von Ricky Price
- Shakedown Street, geschrieben von Jerry Garcia und Robert Hunter, performt von Marcia Griffiths
- The Main Event, geschrieben von Martin Howe und Trevor Loveys, performt von House of 909
- BBQ Bess, geschrieben von Bessie Jackson, performt von Damon Stout, Tanya Lee und Michael Wells
- Oye como va, geschrieben von Tito Puente, performt von Concrete Blonde y Los Illegals
- Goodbye, geschrieben von Barry Thomas, Chris Hawpe, Jonathan Palmer, Stuart Johnson und Todd Johnson, performt von Love Jones
- Take Me, geschrieben von Tony und Kinman, performt von Blackbird
- The Lonely Bull, geschrieben von Sol Lake, performt von Liquid Soul
- Bel Air Blues, geschrieben von Stan Ridgway, performt von Drywall
- Chibili Ben Ben, geschrieben und performt von Los Reyes
- New Day, geschrieben von Hidden Chipsters
- King of Pain, geschrieben von Sting, gespielt vom London Symphony Orchestra
- The Lair, geschrieben von Ralph Lawson, Huggy und Carl Finlow, performt von Wulf ’n’ Bear

### Synchronisation, Veröffentlichung
| Figur     | Darsteller         | Deutscher Sprecher |
| --------- | ------------------ | ------------------ |
| Connor    | Burt Reynolds      | Norbert Langer     |
| Hudson    | William Forsythe   | Jan Spitzer        |
| Georgie   | Giancarlo Esposito | Ingo Albrecht      |
| Babs      | Arye Gross         | Santiago Ziesmer   |
| Kayle     | Michael Nicolosi   | Thomas Petruo      |
| Arnie     | Steve Parlavecchio | Gerald Paradies    |
| Angela    | Georgina Cates     | Susanne Schwab     |
| Walter    | Balthazar Getty    | Peter Flechtner    |
| Morrissey | Michael O’Hagan    | Norbert Gescher    |
| Zahnarzt  | Guy Siner          | Reinhard Kuhnert   |

Der Film wurde im April 1998 in den Vereinigten Staaten auf dem World Fest Houston vorgestellt. Am 21. September 1999 hatte er in den Vereinigten Staaten DVD-Premiere. In Deutschland erschien er am 14. Juni 1999 erstmals auf Video. Veröffentlicht wurde der Film zudem in Brasilien, Bulgarien, Estland, Griechenland und Ungarn.

## Kritik
Ron Neufeld schrieb im Apollo Guide, der Film springe ständig zwischen verschiedenen Handlungssträngen hin und her, die nicht wirklich miteinander verknüpft seien. Er biete „verwirrenden Mischmasch“ (perplexing mish-mash). Einzig die Charaktere würden den Film „erträglich“ machen.
Auf der Seite Comeuppance Reviews hieß es, Big City Blues sei furchtbar, wobei das Hauptproblem die Beleuchtung sei. Man könne nichts sehen. Der ganze Film wirke, als sei er in absoluter Dunkelheit gedreht worden. Abgesehen von der Beleuchtung, sei auch alles andere erbärmlich. Reynolds und Forsythe vermittelten den Eindruck, als scheine ihnen das völlig egal zu sein.
Bei Wetalkpodcasts.com warf man laut eigener Aussage einen Blick auf ein oskures Comeback-Vehikel aus dem Jahr 1997: Big City Blues! Der Film biete eine Ansammlung von Charakteren, deren Wege sich in einer Nacht in der Großstadt unwissentlich kreuzten. Reynolds sei auf der Suche nach einem Karriereschub durch Indie-Credibility gewesen und habe ihn bekommen! … mit Boogie Nights, dem Film, der im selben Jahr wie Big City Blues herausgekommen sei.
Nate Hill bewertete den Film für Podcasting The Softly und meinte, Burt Reynolds habe im Laufe seiner Karriere viele, sagen wir mal, merkwürdige Filme gedreht, aber der mit Abstand merkwürdigste sei Big City Blues. Ihn zu sehen sei, als würde man seinen Kopf in einen Eimer Pisse und rohen Beton tauchen. Hässlich, düster, abgehackt geschnitten, plump gespielt und mit mehr Körnigkeit durchzogen als der besagte Betoneimer – das sei die Definition, die einen schlechten Geschmack im Mund hinterlasse. Reynolds liefere hier eine seltsame Darstellung ab. So schlurfe er wie ein verkaterter Basset Hound herum und murmele, als habe er schon zehn Drinks intus. Er wirke lustlos und unglaublich desinteressiert und sehe aus, als wolle er nur seinen Gehaltsscheck abholen und tagsüber in einer helleren, weniger deprimierenden Stadt ein Bierchen trinken gehen. Forsythe habe etwas mehr Biss und versuche zumindest sein Bestes, aber auch er könne den Film nicht vor dem Absturz bewahren. Es gebe einfach zu viele blutige, eklige Schockmomente im Drehbuch, die aus heiterem Himmel auf den Zuschauer einprasselten.
Mitch Lovell seufzte auf der Seite The Video Vacuum, dass Big City Blues eine dieser Tarantino-Kopien sei, die Ende der 90er so beliebt gewesen seien. Es sei schade, dass Burt Reynolds nie in einem Tarantino-Film habe mitspielen dürfen. Es sei irgendwie deprimierend, ihn in einer Sam’s Choice/Great Value/Dr. Perky-Version von Pulp Fiction zu sehen. Sein gelangweilter, mürrischer Killer-Charakter rede über Clint Eastwood und halte lange Monologe. Das Drehbuch allerdings sei amateurhaft und die Regie grenze ans Erbärmliche. Selbst William Forsythe wirke müde und beschämt. Die von Arye Gross und Giancarlo Esposito gespielten Transsexuellen, seien kein Gewinn für die Inklusion, denn ihre Charaktere seien eintönig und wirkten, als wären sie nur da, um an To Wong Foo, thanks for Everything, Julie Newmar zu erinnern. Auch die dämlichen Comedy-Einlagen seien vergessenswert. Das Drehbuch sei eine Abwandlung von Pulp Fiction, bis hin zu der Szene, in der die Figuren von gruseligen, perversen Möchtegern-Vergewaltigern entführt würden. Schlimm sei auch die miserable Kameraführung. Viele Szenen sei so schwach beleuchtet, dass man kaum etwas erkennen könne.
Jedadiah Leland befasste sich bei Through the Shattered Lens mit dem Film und stellte die Frage in den Raum, warum Burt Reynolds trotz seiner Oscar-Nominierung für Boogie Nights und seiner Beliebtheit bei so vielen aufstrebenden Regisseuren der 90er und frühen 2000er nie ein echtes Comeback habe feiern können. Die Antwort sei wohl, man müsse sich nur Big City Blues ansehen. Dass man bei diesem Film unweigerlich an Pulp Fiction denke, sei wahrscheinlich Absicht. Bedauerlicherweise hätten Reynolds und Forsythe nicht dieselbe Chemie wie Travolta und Jackson, sie wirkten eher wie zwei talentierte Schauspieler, die nur für ihren Gehaltsscheck arbeiteten. Der Film sei nicht besonders überzeugend. Wie in vielen Indie-Filmen der 90er seien die Charaktere so gesprächig, dass sie wie Parodien wirkten. Auch Leland monierte die Beleuchtung, die oft so düster sei, dass man kaum etwas erkennen könne. Alles wirke amateurhaft.
Das Lexikon des internationalen Films schrieb, der Film bestehe ausdrei Handlungsfäden umfassenden zusammengesetzten Episoden, die „eher schlecht als recht miteinander verknüpft“ seien. Er sei „inhaltlich wie inszenatorisch unausgegoren“, täusche „Intellektualität“ vor und scheitere „kläglich am Versuch einer Persiflage gleich mehrerer Filmgenres. – Ab 16“.
Cinema nannte den Film eine „Thrillergroteske“, die „schon Spaß mache“, jedoch eine „völlig konfuse Story“ aufweise und „die lose Enden nicht zusammenführt“. „Pseudo-cooles Gesabbel und Underground-Platituden allein reichen halt nicht.“ Das Fazit lautet daher: „Nur ein wirres Tarantino-Plagiat“.